# Balam (demon)
În demonologie, Balam (alte denumiri: Balaam, Balan) este un rege mare și puternic (conform unor autori este un duce sau un prinț) al Iadului care comandă peste patruzeci de legiuni de demoni. El dă răspunsuri corecte cu privire la lucrurile din trecut, prezent și cele care au să vină; el poate face, de asemenea, oamenii să devină invizibili și spirituali.
Balam este descris ca având trei capete. Un cap este cap de taur, al doilea de om și al treilea de berbec. El are ochi de foc și coadă de șarpe. El are un vultur așezat pe pumnul său și călărește un urs puternic. În alte descrieri el apare ca un om gol călare pe un urs.
Numele lui pare să fie luat de la Balaam, magul biblic. 